# Las Higueras, Guanajuato
Las Higueras är en ort i Mexiko.   Den ligger i kommunen Victoria och delstaten Guanajuato, i den centrala delen av landet, 230 km nordväst om huvudstaden Mexico City. Las Higueras ligger 1 750 meter över havet och antalet invånare är 133.
Terrängen runt Las Higueras är huvudsakligen kuperad. Las Higueras ligger nere i en dal. Runt Las Higueras är det ganska glesbefolkat, med 24 invånare per kvadratkilometer. Närmaste större samhälle är Victoria, 1,5 km nordväst om Las Higueras. Omgivningarna runt Las Higueras är i huvudsak ett öppet busklandskap.